# Bactrocera miniscula
Bactrocera miniscula är en tvåvingeart som beskrevs av Drew och Albany Hancock 1994. Bactrocera miniscula ingår i släktet Bactrocera och familjen borrflugor. Inga underarter finns listade.